# Gžel

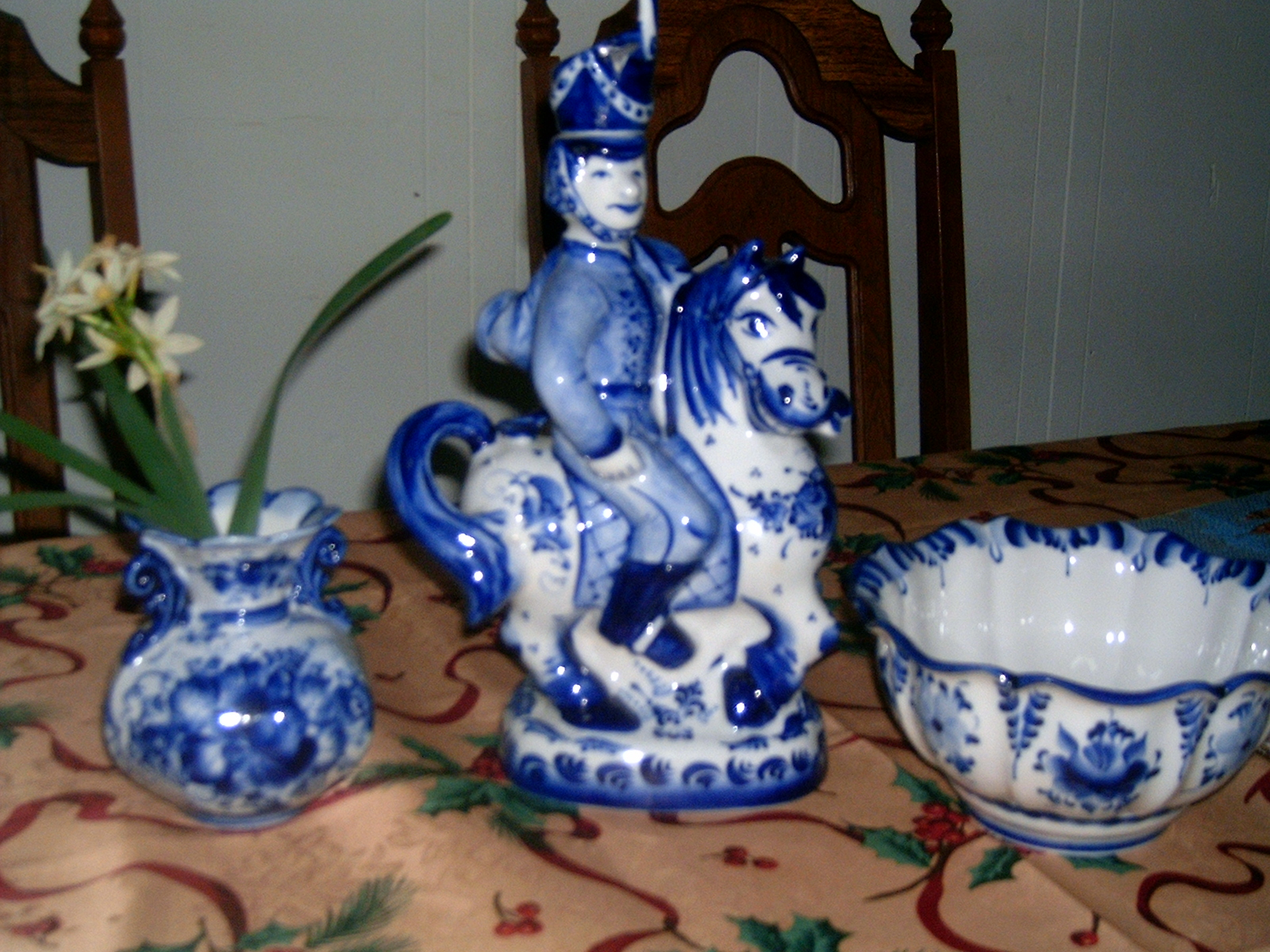
Soukromá sbírka gželi

Gžel (rus. Гжель) je honosné národní řemeslo z odvětví výroby keramiky a porcelánu. Jedná se o druh ruské národní malby. Gžel je také název vesnice v Moskevské oblasti, která je jedním z tradičních ruských center výroby keramiky. V širším slova smyslu lze názvem Gžel (který můžeme z historického a kulturního pohledu považovat za správný) označit i rozsáhlou oblast, jež se skládá z 27 vesnic sdružených pod názvem Gželskij kust (rus. Гжельский куст). Tato oblast se nachází přibližně 60 km od Moskvy na železniční trati Moskva - Murom - Kazaň. Nyní spadá Gželskij kust pod Ramenský rajón Moskevské oblasti Ruské federace. Do revoluce patřil tento rajón k Bogorodskému a Bronnickému újezdu.

## Etymologie
Název Gžel má baltský původ, takže k němu mají nejblíže toponymické paralely na západě země, tedy v oblasti baltských hydronym. Na levém břehu horního Podněproví můžeme najít řeku Agželku, též se jí říká Gželka, Gžolka, Gžel´ka, ve Smolenské oblasti má blízko ke zkoumanému názvu řeka Gžať (pravý přítok Vazuzy) a název jejího přítoku Kzelka je srovnatelné s názvem Kželja, což je nejranější forma názvu vesnice Gžel (střídání ž-z je v názvech horního Podněproví velmi časté). Můžeme tedy připustit, že se hydronymum Gžel vytvořilo z baltského gud(i)-el- (viz staropruské „keř”). Daný slovotvorný základ je široce zastoupen v baltských hydronymech.

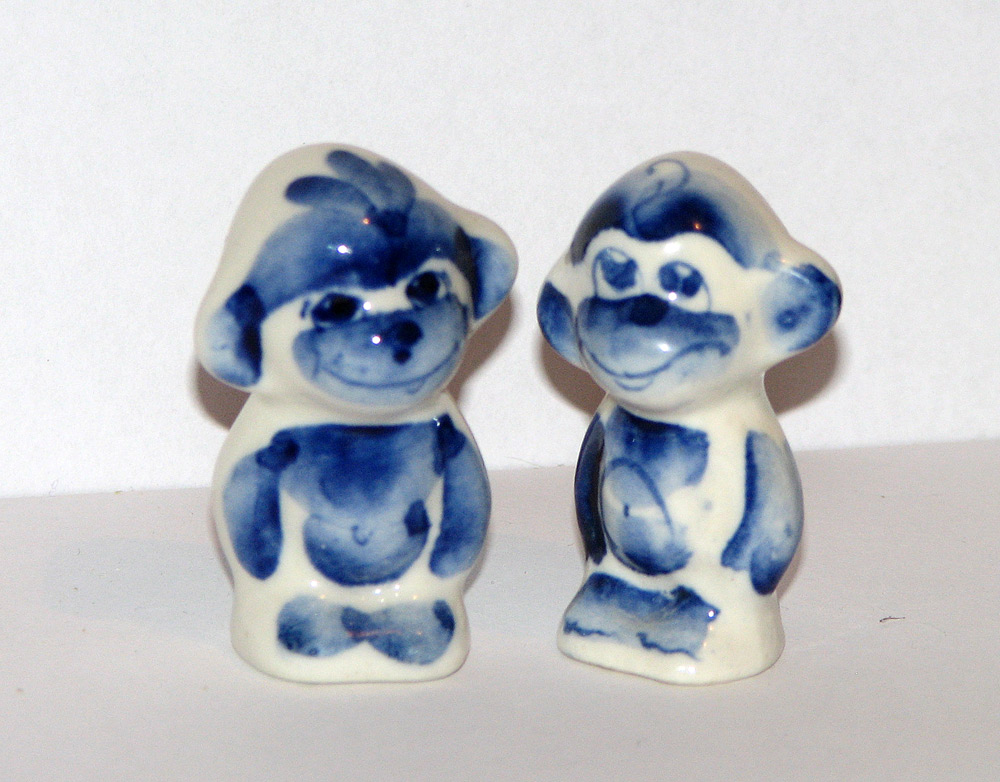
Figurky zdobené gželskou technikou

## Historie
Odedávna byla vesnice Gžel známa svými jíly. Rozsáhlá těžba různých druhů jílů zde byla realizována od poloviny 17. století. V roce 1663 vydal car Alexej Michajlovič výnos: „Z Gželské volosti pro lékárenské a alchymické nádoby poslat jíly, které jsou vhodné pro lékárenské nádoby.” Tenkrát bylo na rozkaz posláno do Moskvy 15 vozů jílu z Gželské volosti a přikázáno „ponechat tento jíl na lékárenské záležitosti: a dále panovník nařizuje nevolníkům dané oblasti jíl z Gželské volosti brát a vozit tak, jak bude na základě Lékárenského dekretu potřeba.”
V roce 1770 byla celá Gželská oblast připsána na Lékárenský dekret pro alchymistické nádoby. Velký ruský učenec M. V. Lomonosov, který právem ocenil gželské jíly, o nich napsal tato vznešená slova: „Sotva je někde na světě země tak čistá a bez příměsí, kterou chemici nazývají panenskou, snad kromě jílů pro výrobu porcelánu, takové máme gželské..., ty jsem nikde neviděl tak běloskvoucí.”
Do poloviny 18. století se v Gželi vyráběly keramické nádoby typické pro danou dobu, dále cihly, keramické potrubí, kachličky a také jednoduché dětské hračky, kterými zásobovali Moskvu. Předpokládá se, že v té době musel být počet vyráběných hraček v řádech sto tisíců kusů za rok.

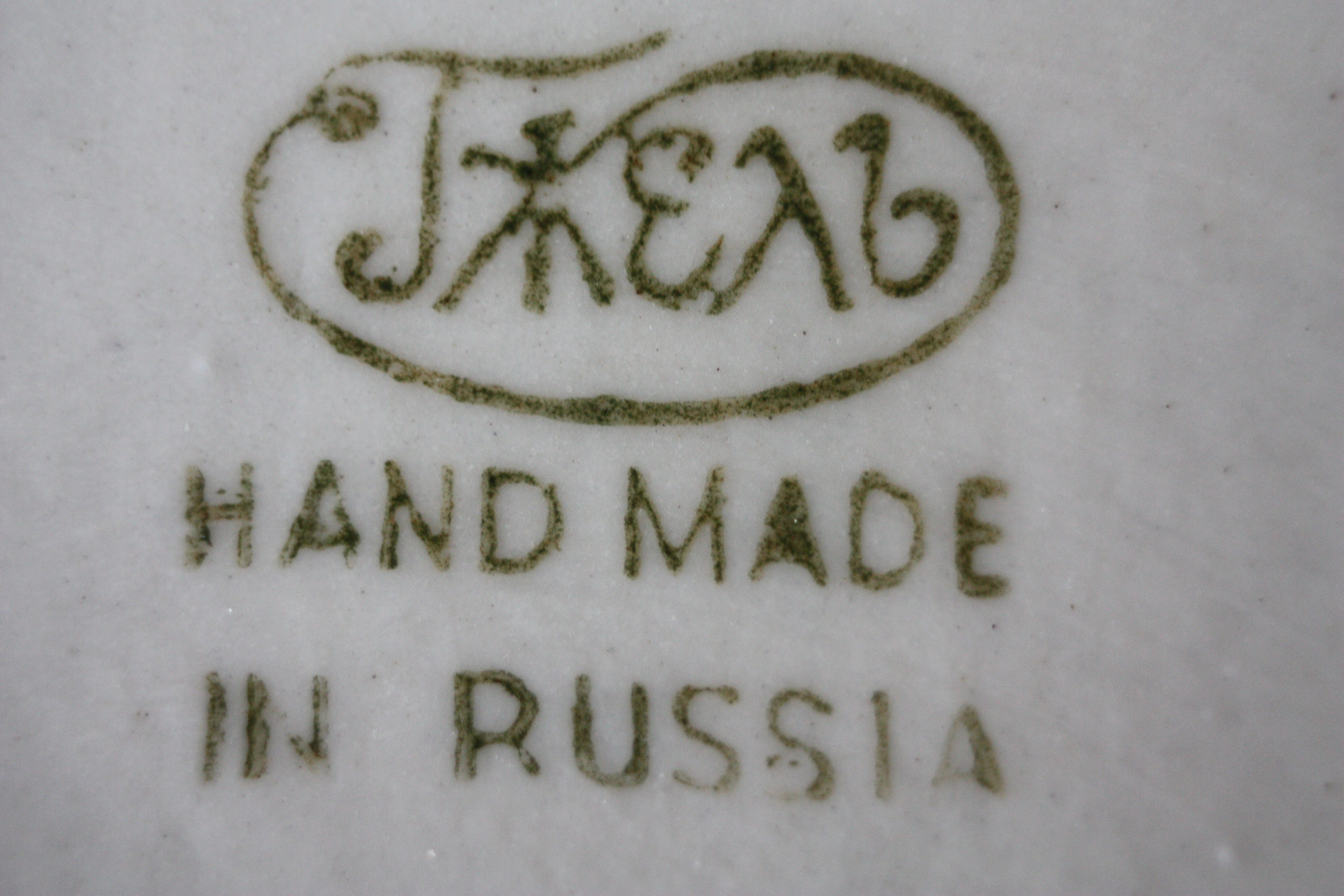
Gželská ochranná známka

V roce 1812 bylo v Gželi 25 továren na výrobu nádobí. Mezi nimi byly nejznámější továrny Jermila Ivanova a rodiny Laptěvých ve vesnici Kuzjajevo. Podle podpisů nalezených na výrobcích patří mezi známé mistry Nikifor Semjonovič Gusjatnikov, Iva Nikiforovič Sroslej a Ivan Ivanovič Kokun. Kromě nádobí byly vyráběny hračky ptáků či zvířat a dekorativní sošky s tematikou ruského každodenního života. Velkolepé bílé koníčky, jezdce na koni, ptáčky, panenky i miniatury nádobí zdobili originálním národním způsobem za použití fialkové, žluté, modré a hnědé barvy. Barvy nanášeli štětcem. Jako motivy této malby sloužily dekorativní kvítky, lístky a traviny.
Po roce 1802, kdy byl objeven světlý šedý jíl poblíž vesnice Minino, se začal v Gželi vyrábět polofajáns, z něhož se hojně dělaly nádoby na kvas, džbány a kumgany (konvice k mytí rukou s úzkým hrdlem). Od druhé poloviny 20. let 19. století byly mnohé výrobky malovány pouze modrou barvou. Polofajáns se odlišoval hrubou strukturou a nízkou odolností.

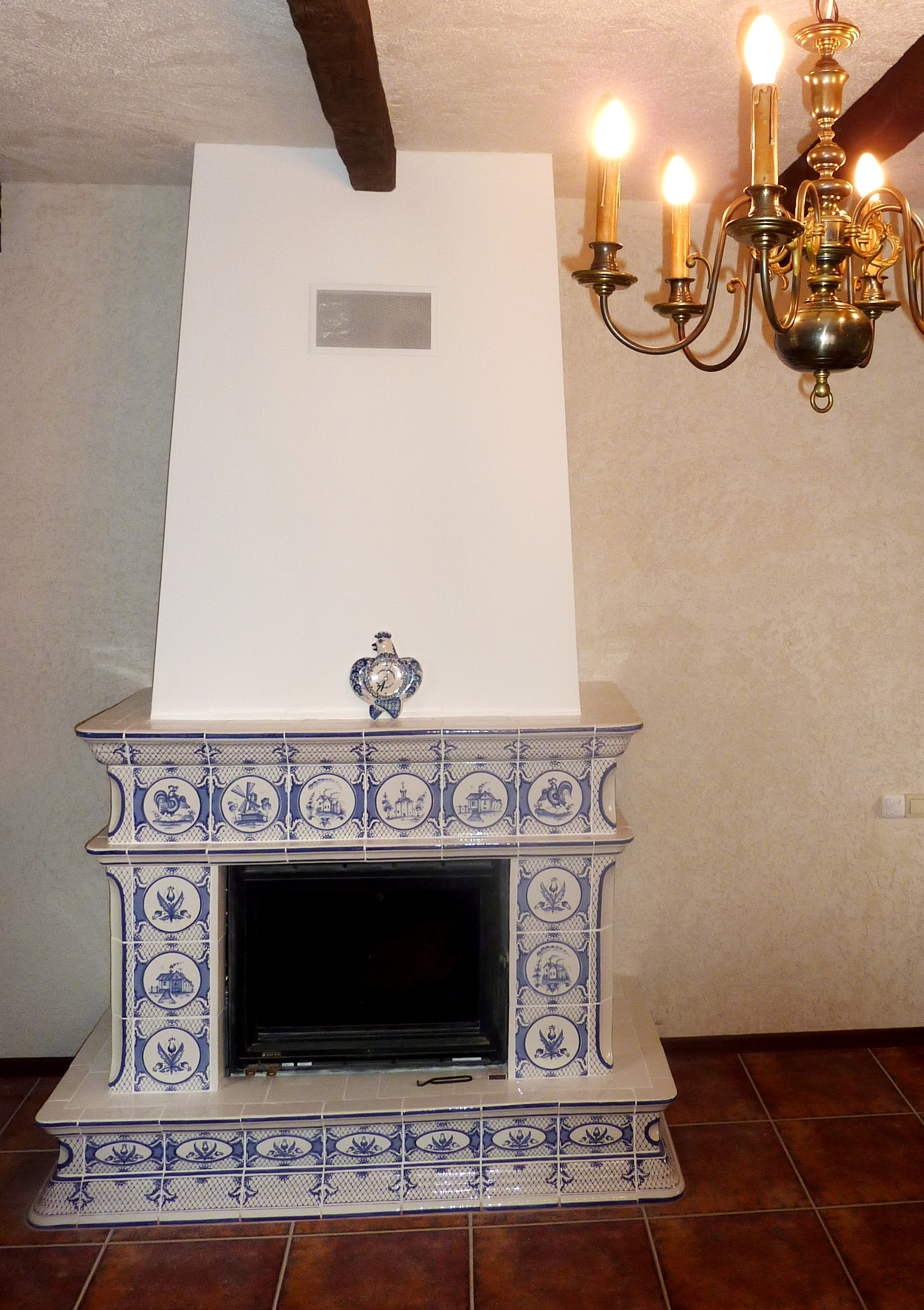
Gželský krb

Kolem roku 1800 našli nevolníci, bratři Kulikové, ve vesnici Bolodino v Bronnickém újezdu směs bílé fajánsové hmoty. Na tomto místě byla v letech 1800 - 1804 zbudována první porcelánka. Její zakladatel Pavel Kulikov se naučil technologii výroby porcelánu při tom, když pracoval v továrně Otto ve vesničce Perovo. Aby si uchránil tajemství této výroby, tak si Kulikov vše dělal sám pouze s pomocí jednoho zaměstnance. Podle legendy však dva hrnčíři - G. N. Chranulov a E. G. Gusjatnikov - tajně pronikli do Kulikovy dílny, obkreslili si pec pro vypalování výrobků a zmocnili se také vzorků hlíny, načež si otevřeli své vlastní továrny. Kulikova porcelánka je také pozoruhodná tím, že v ní začala porcelánová výroba gželi.
Druhá čtvrtina 19. století je obdobím největších uměleckých úspěchů gželské malby keramiky ve všech jejích odvětvích. Majitelé výroben se neustále snažili zdokonalovat směs bílé hmoty, aby získali jemný fajáns a porcelán.
Od poloviny 19. století se mnohé gželské továrny dostávají do úpadku a keramická výroba je soustředěna do rukou bratrů Kuzněcových. Po revoluci byly jejich továrny znárodněny.
Až od poloviny 20. století začíná v Gželi obnova tohoto řemesla, které nedávno oslavilo své 670. výročí. Ve 30. a 40. letech 20. století se zde nacházela téměř polovina všech ruských porcelánových a fajánsových továren.

V roce 1912 byla na Kazaňské železnici, konkrétně na místní dráze Moskva - Čerusti, otevřena železniční stanice, která dostala název podle této oblasti - Gžel. Vesnička, jež vyrostla u stanice, se nazývá stejně. Skládá se ze dvou částí s neoficiálním názvem Vesnička vápenky (rus. Посёлок известкового завода), též nazývaná jako Vápenný (rus. Известковый) podle zbourané vápenky, která se tu v minulosti nacházela, a Vesnička cihelny (rus. Посёлок кирпичного завода) neboli též Pracant (rus. Труженик).

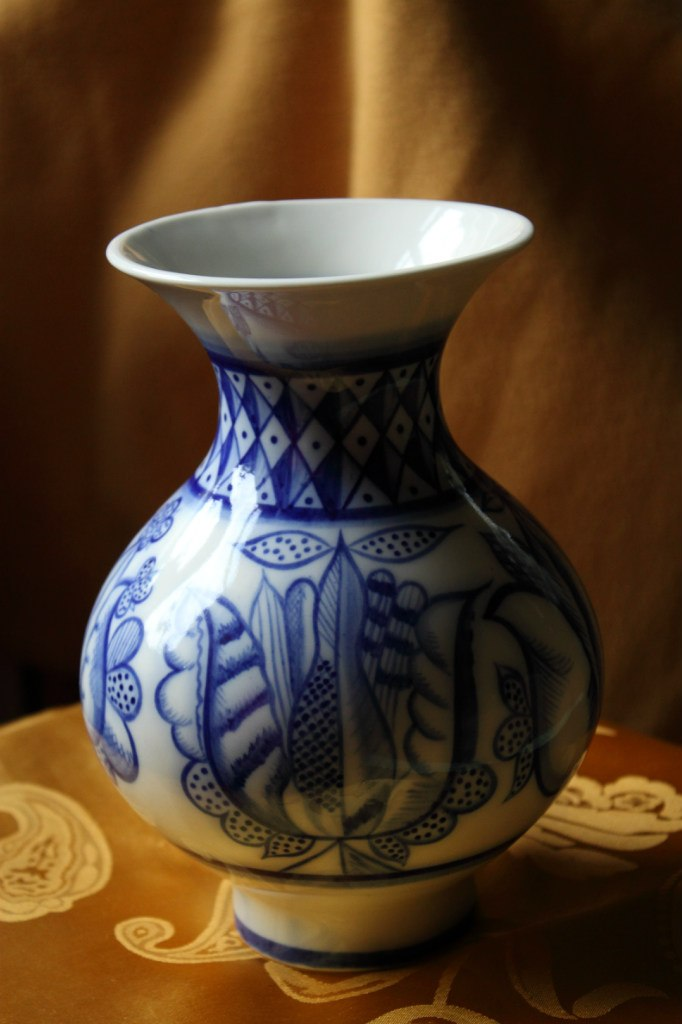
Gželská váza s kosočtvercovým a květinovým ornamentem
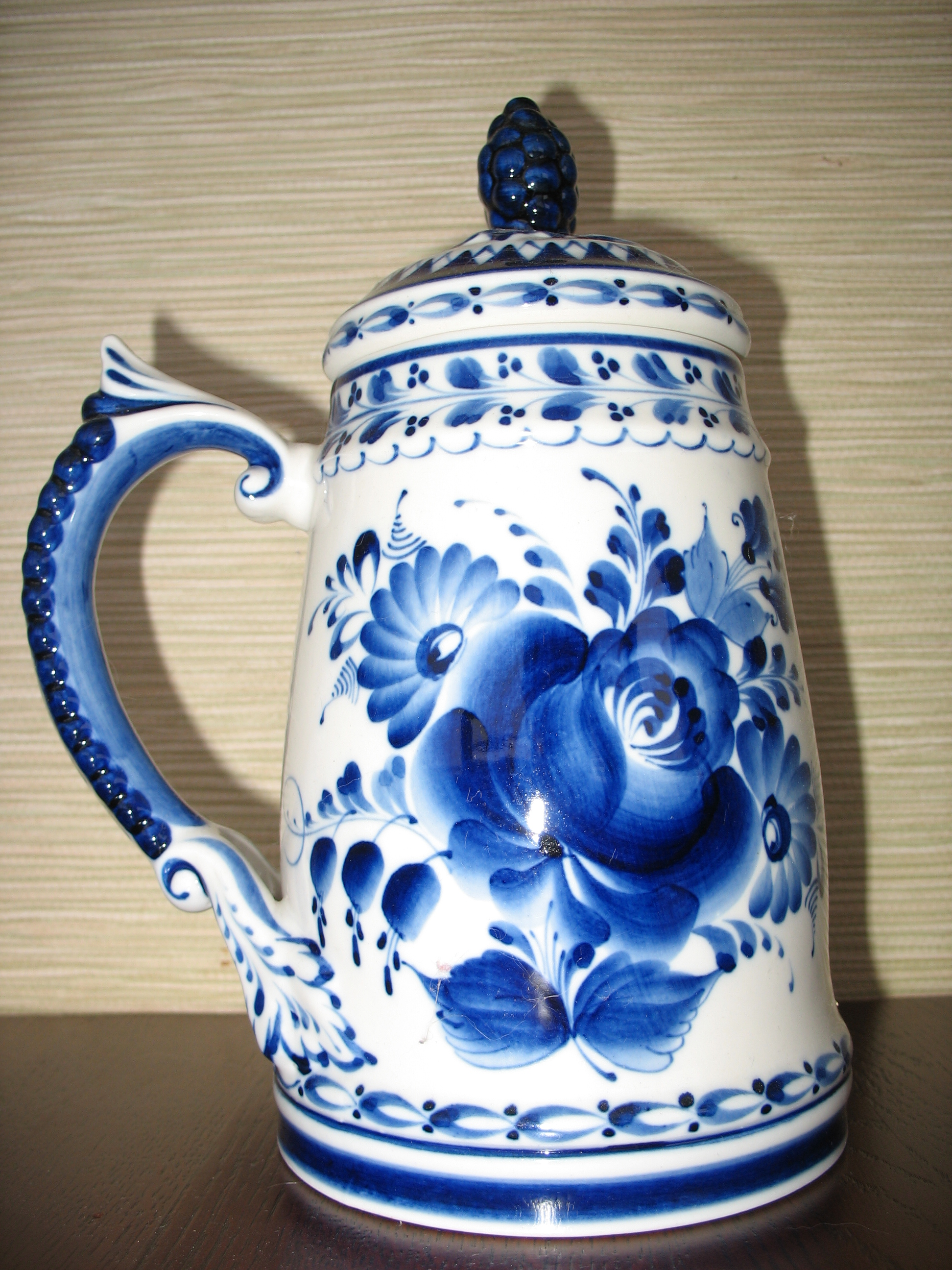
Gželský džbán
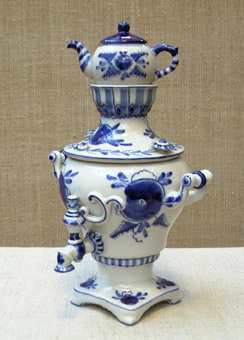
Gželský porcelánový samovar
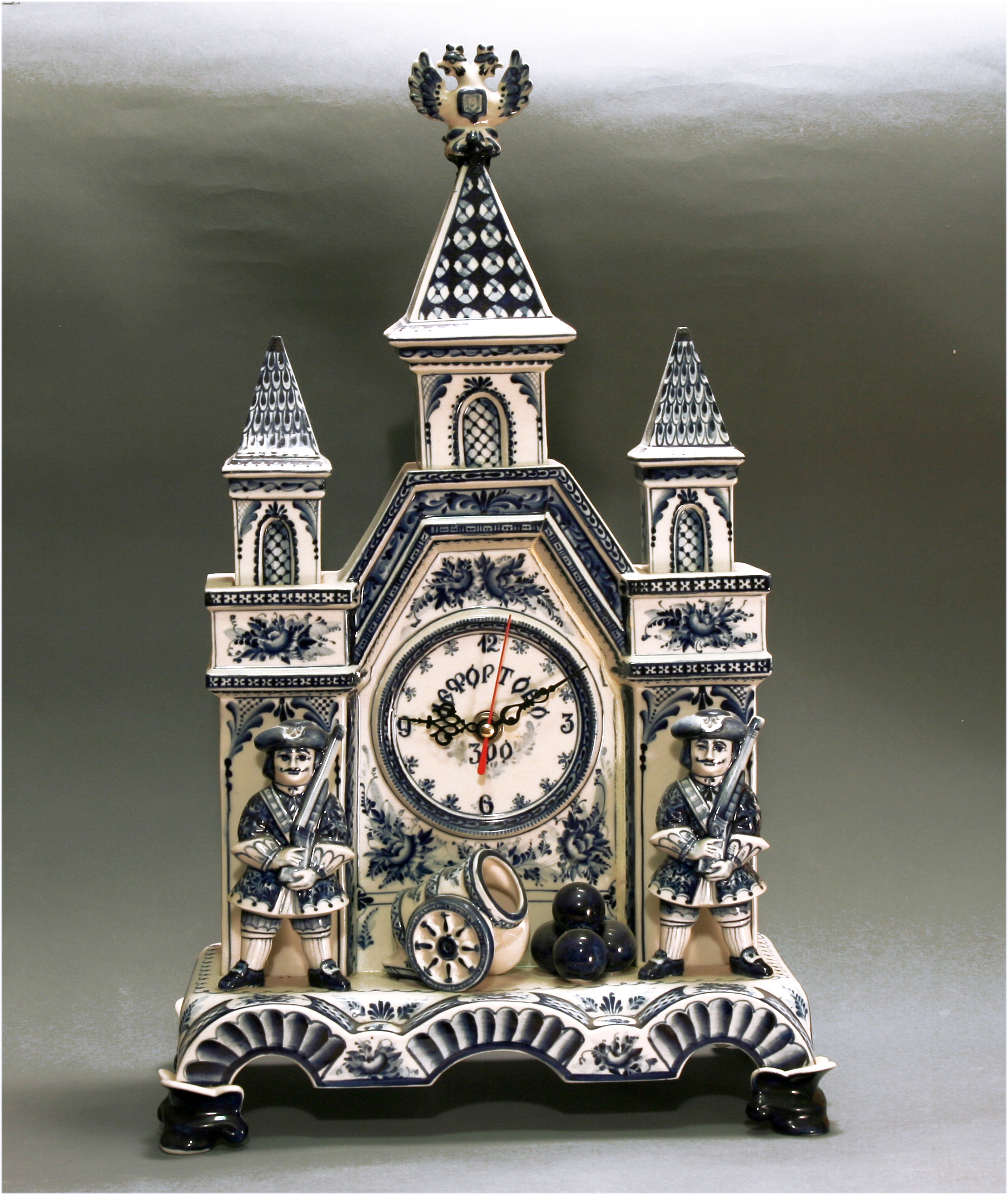
Hodiny „Lefortovo”
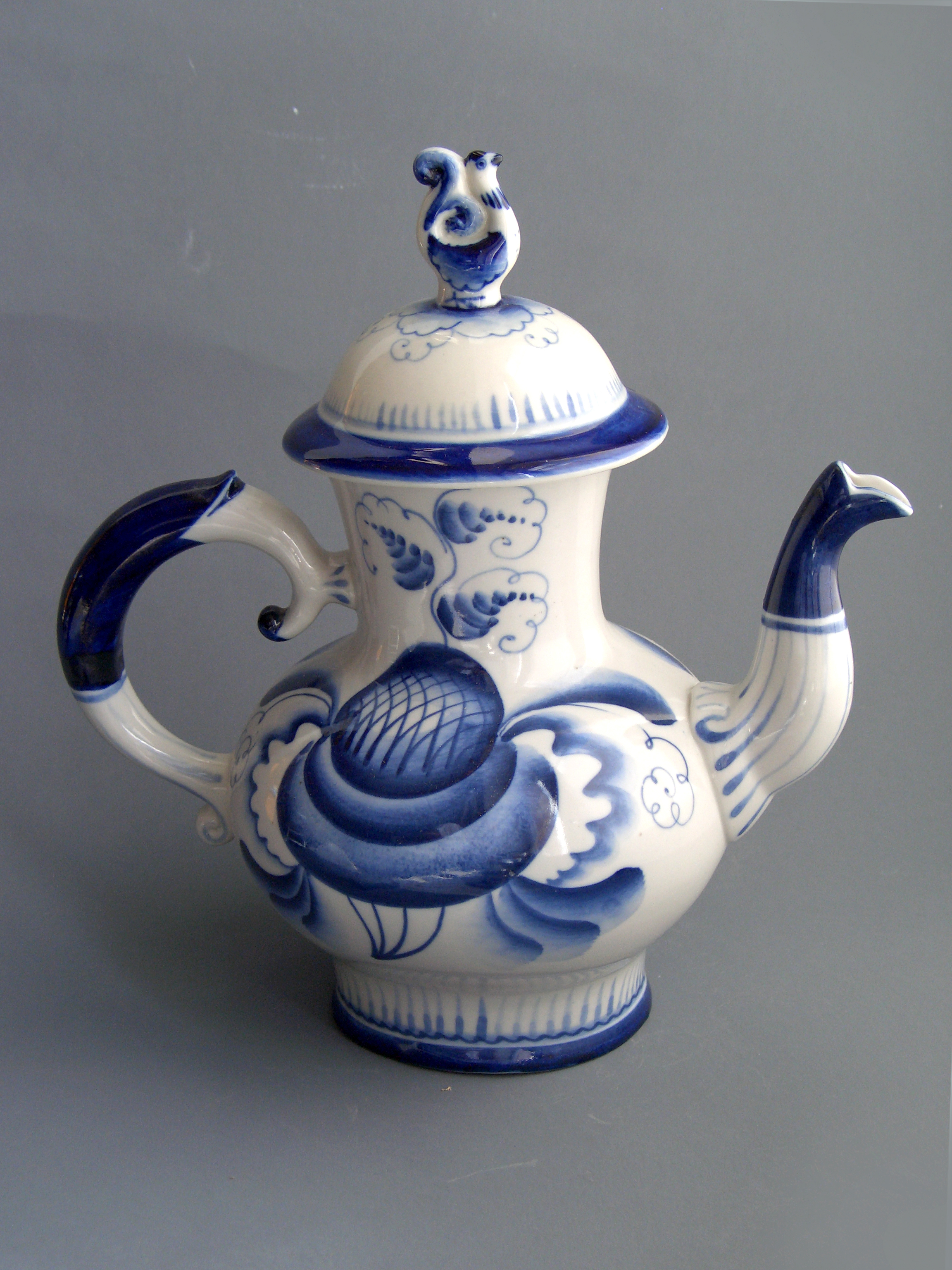
Gželský kumgan
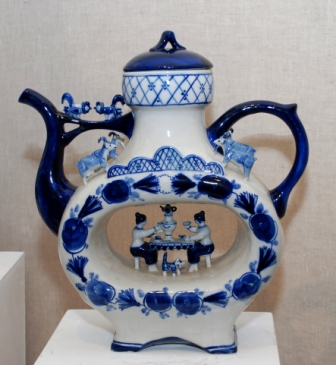
Gželská konvice na čaj s vnitřní řezbou
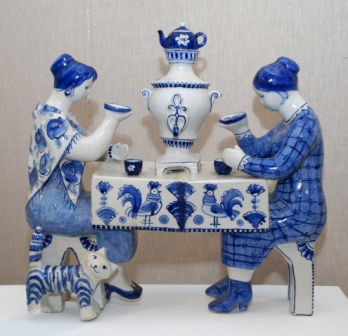
Gželské sošky
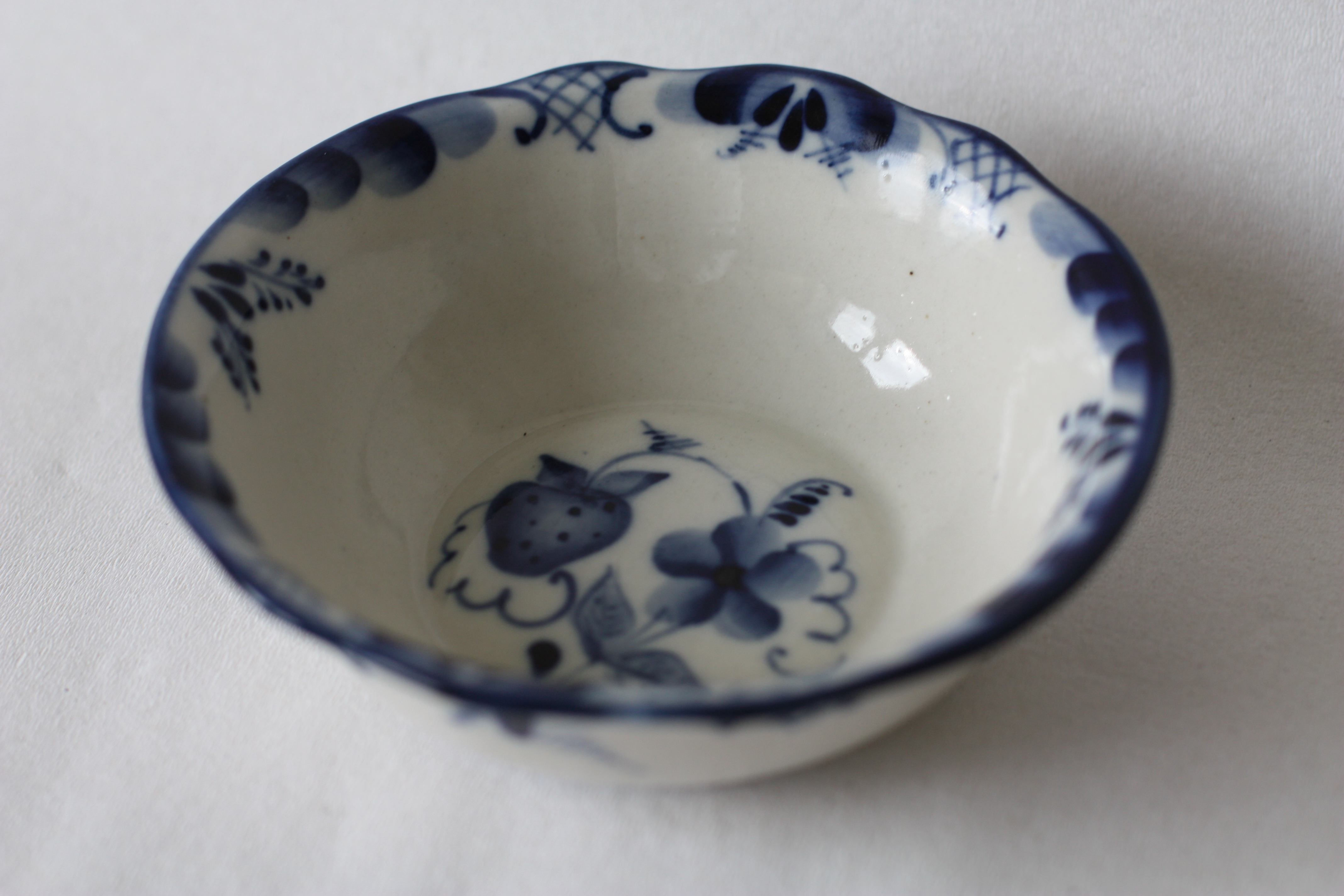
Gželská mísa
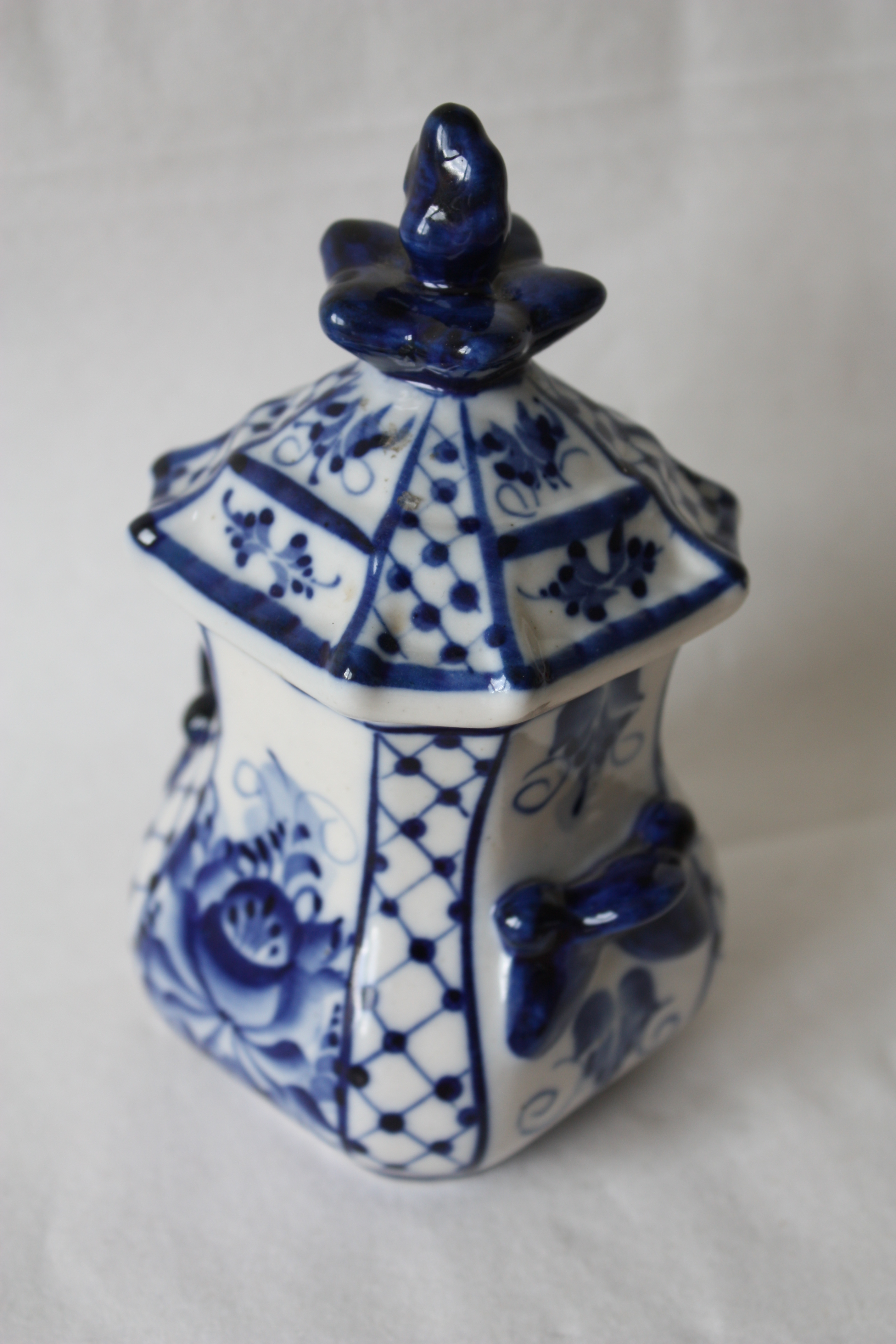
Gželská keramická nádoba
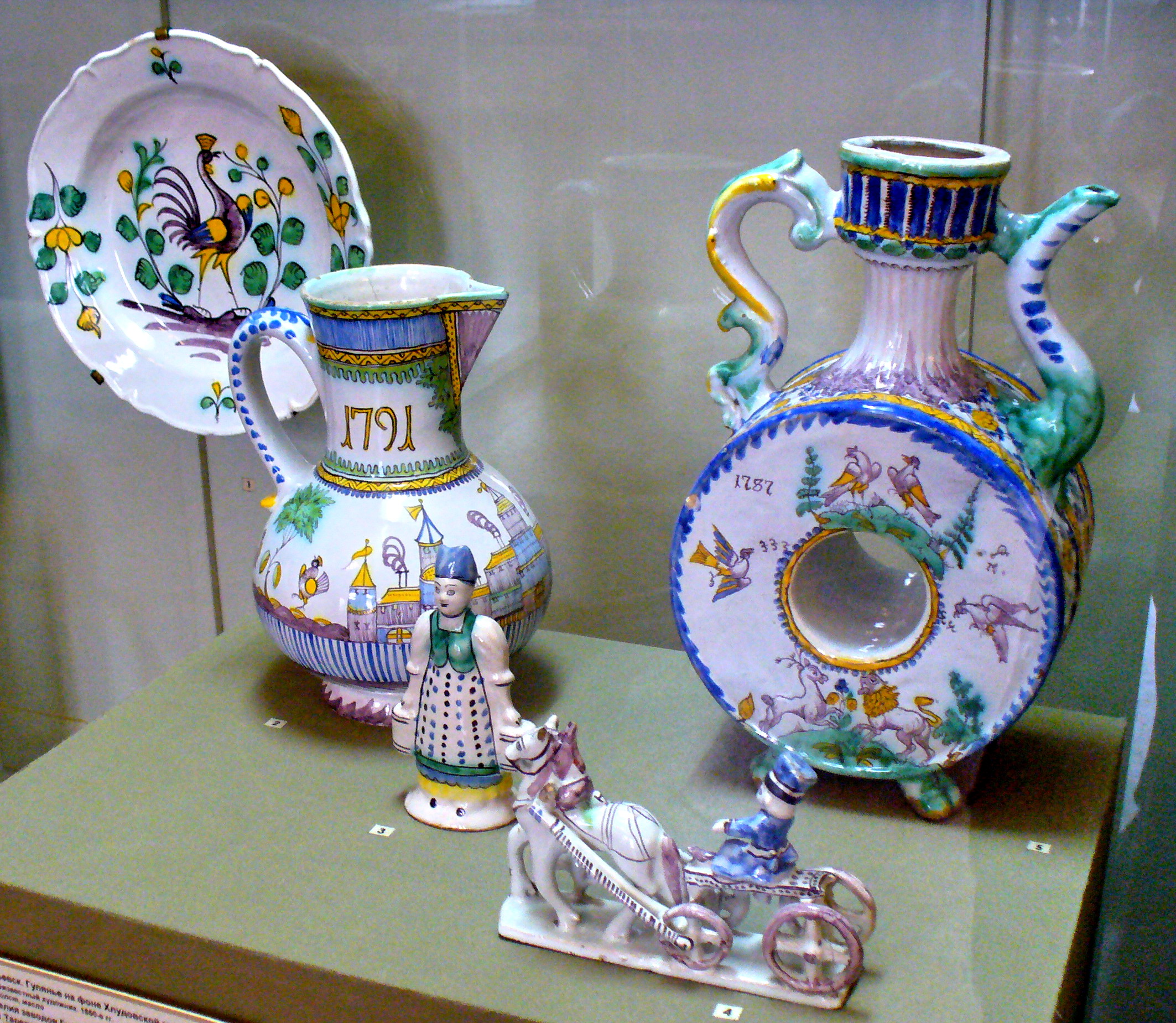
Barevná gželská malba
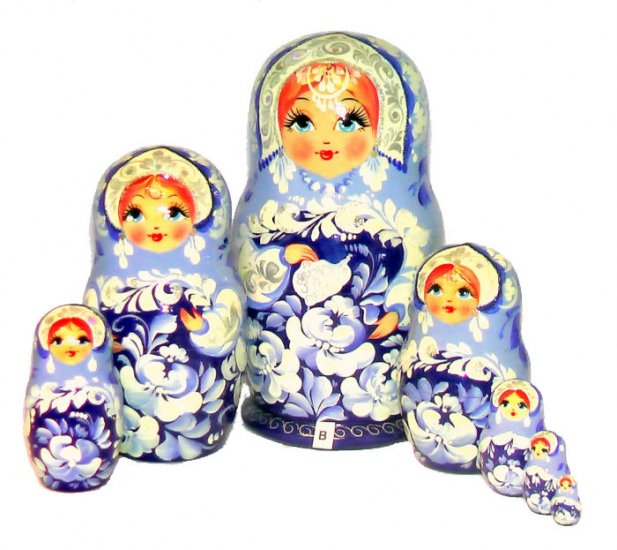
Gželské matrjošky
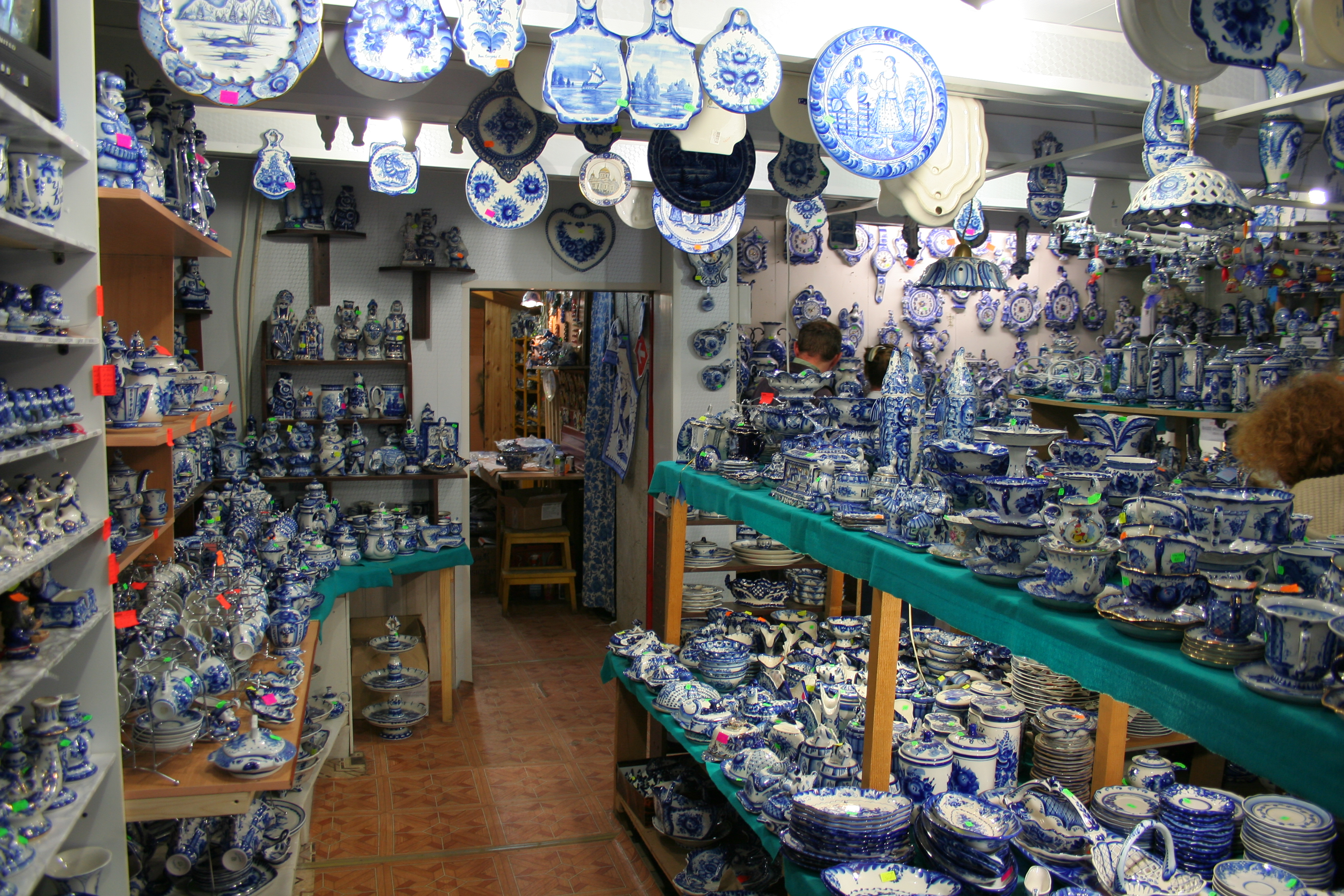
Obchod se suvenýry
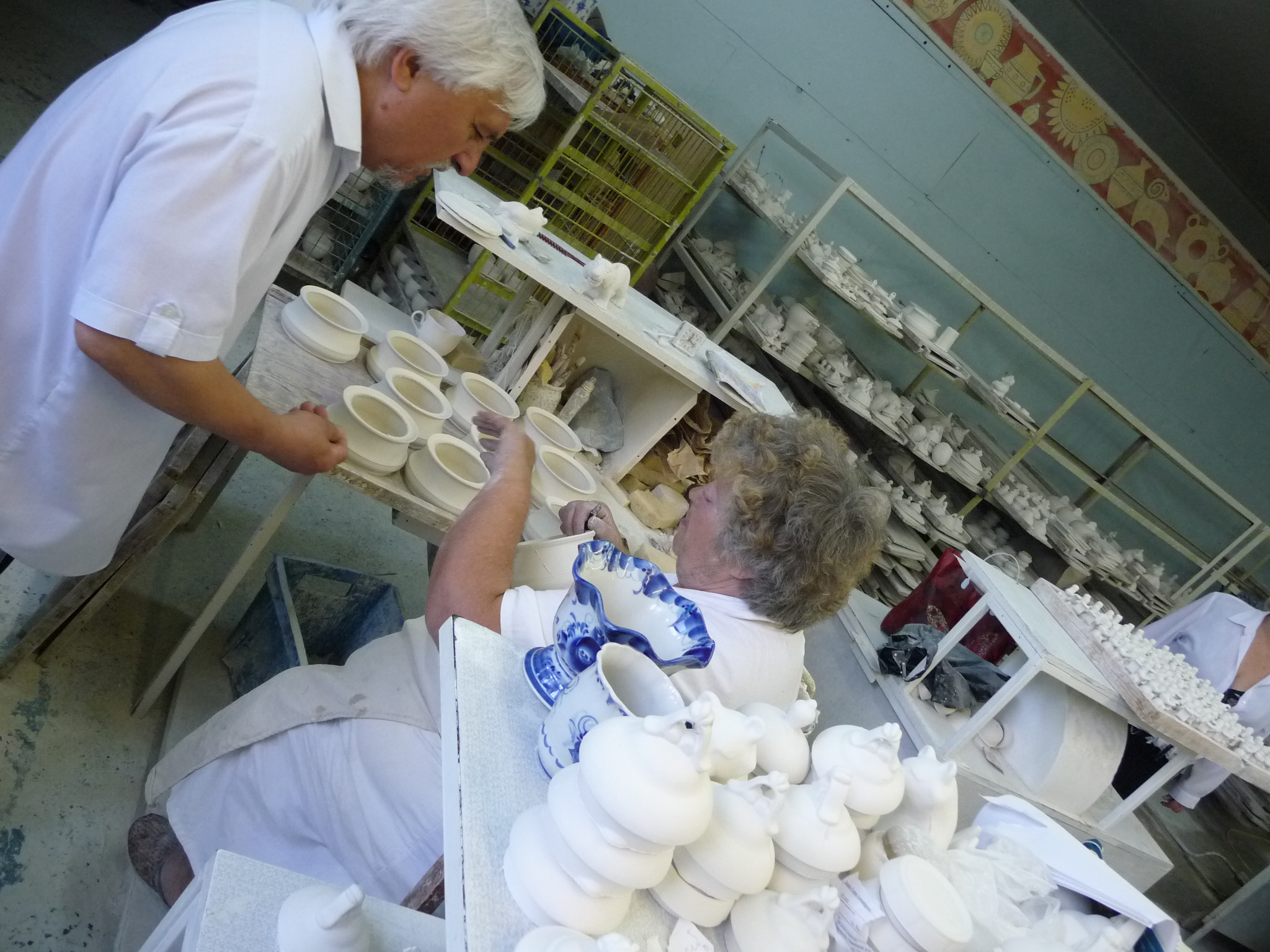
Gželská malba
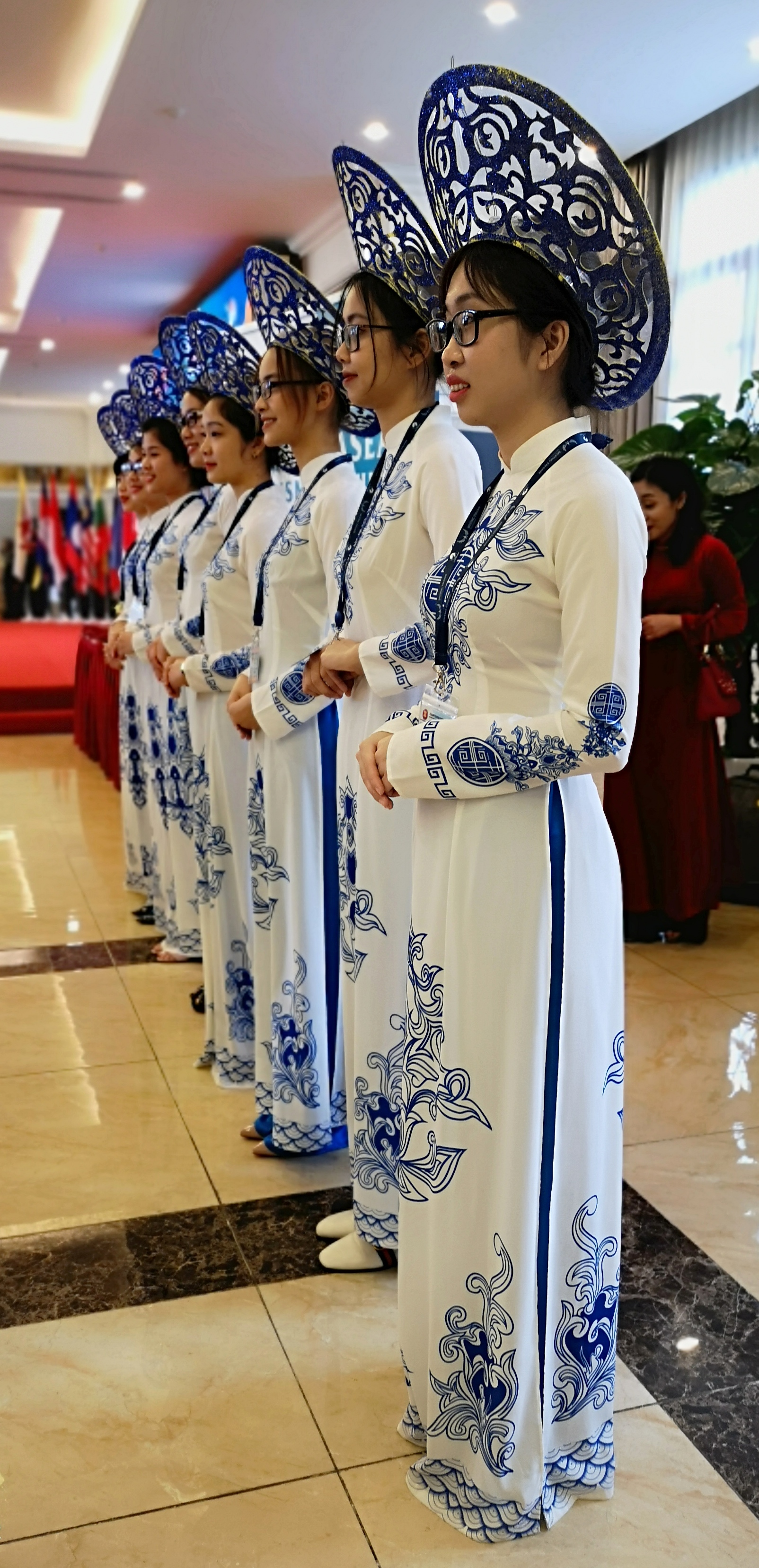
ASEAN Tourism Awards 2019